# Så længe jeg lever (film)
|  | For sangen af samme navn, se "Så længe jeg lever". |
Så længe jeg lever er en dansk biografisk film om sangeren John Mogensen fra 2018. Filmen, der har titel fra et af Mogensens største hits, er instrueret af Ole Bornedal.

## Handling
Filmen følger den folkekære musiker John Mogensens liv med op- og nedture. Drengen John (Harald Kaiser Hermann) synger godt i kor, og som ung (Rasmus Bjerg) får han sit gennembrud i Four Jacks. Efter denne gruppes opløsning oplever John en af sine nedture, indtil han opnår stor succes med dansktopsange. John er noget af en perfektionist på det musikalske område, og han forsømmer sin kone Ruth (Helle Fagralid). Han er bange for ikke at være godt nok, og dulmer problemerne med et stort alkoholforbrug.

## Medvirkende
- Rasmus Bjerg - John Mogensen
- Helle Fagralid - Ruth Mogensen, gift med John
- Troels Malling - Bent Werther, med i Four Jacks
- Harald Kaiser Hermann - John som barn
- Katinka Evers Jahnsen - Minna som barn
- Bebiane Ivalo Kreutzmann - Minna som teenager
- Laus Høybye - James Rasmussen, med i Four Jacks
- Kasper Leisner - Poul Rudi, med i Four Jacks
- Carl-Christian Riestra - Otto Brandenburg, med i Four Jacks
- Peter Mygind - Meisner
- Caspar Phillipson - Jørn Hjorting, radiovært
- Flemming Enevold - Erhard Jakobsen, politiker
- Peter Christoffersen - Johnny Reimar, pladeproducer
- Lars Ranthe - Rost
- Paw Henriksen - Jens
- Thue Ersted Rasmussen - Lennart
- Rikke Louise Andersson - Johns mor
- Max_Hansen_Jr. - Raash Thomsen

## Modtagelse
Filmen fik generelt en god modtagelse af kritikerne, og ikke mindst Rasmus Bjerg i hovedrollen blev rost. I Ekstra Bladet blev hans præstation udnævnt til hans bedste nogensinde, og denne avis kaldte ligesom Jyllands-Posten Bjerg for en seriøs bejler til bedste hovedrollepris ved næste års danske prisuddelinger. Også instruktøren Ole Bornedal høstede roser; Berlingske kaldte filmen Bornedals hidtil bedste, og Information nævnte, at skønt han ikke var bange for at smøre tykt på, så fungerede det.